# Jung Seung-yong
Đây là một tên người Triều Tiên, họ là Jung.
Jung Seung-Yong (tiếng Hàn: 정승용) là một hậu vệ chạy cánh bóng đá Hàn Quốc, thi đấu cho Gangwon FC.